# M/S Roslagen (Waxholmsbolaget)
M/S Roslagen är ett av Waxholmsbolagets snabbgående passagerarfartyg. Hon byggdes 1979 på Marinteknik i Öregrund och är systerfartyg med den ett år äldre M/S Skärgården.
Efter en inspektion av fartygsinspektionen 1996 konstaterades att konstruktionen inte var tillräckligt stabil och maxfarten begränsades till 12 knop. Under 1997 byggdes hon om på Oskarshamns Varv och försågs med stabiliserande sponsoner. Hon omklassades också till max 296 passagerare mot tidigare 399.

## Fakta om fartyget
- Har Wifi: Ja
- Har restaurang: Nej
- Har kafeteria : Ja
- Tillgänglighet ombordstigning: Ja

## Bilder

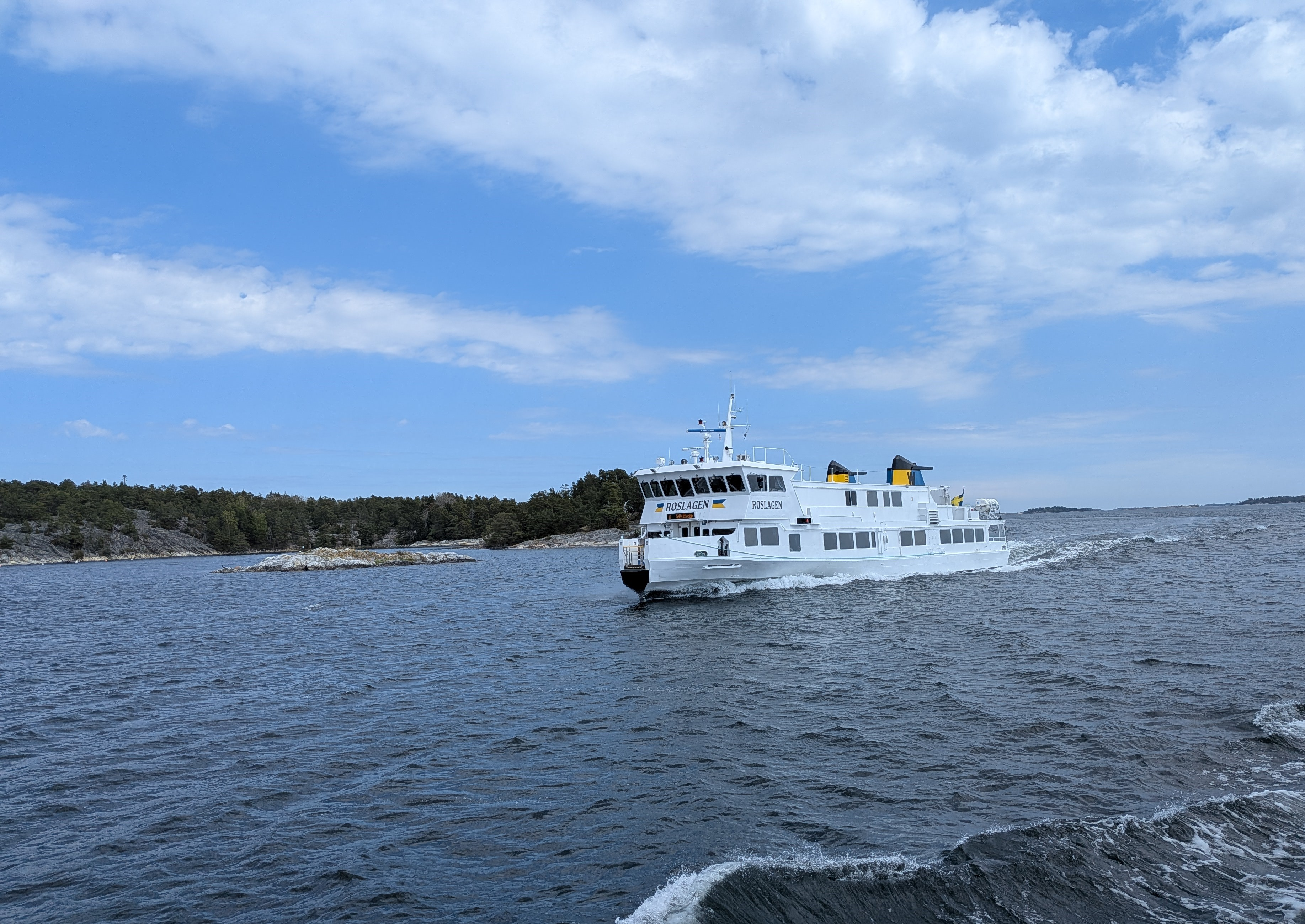
M/S Roslagen utanför Nämndö (5 maj 2025)
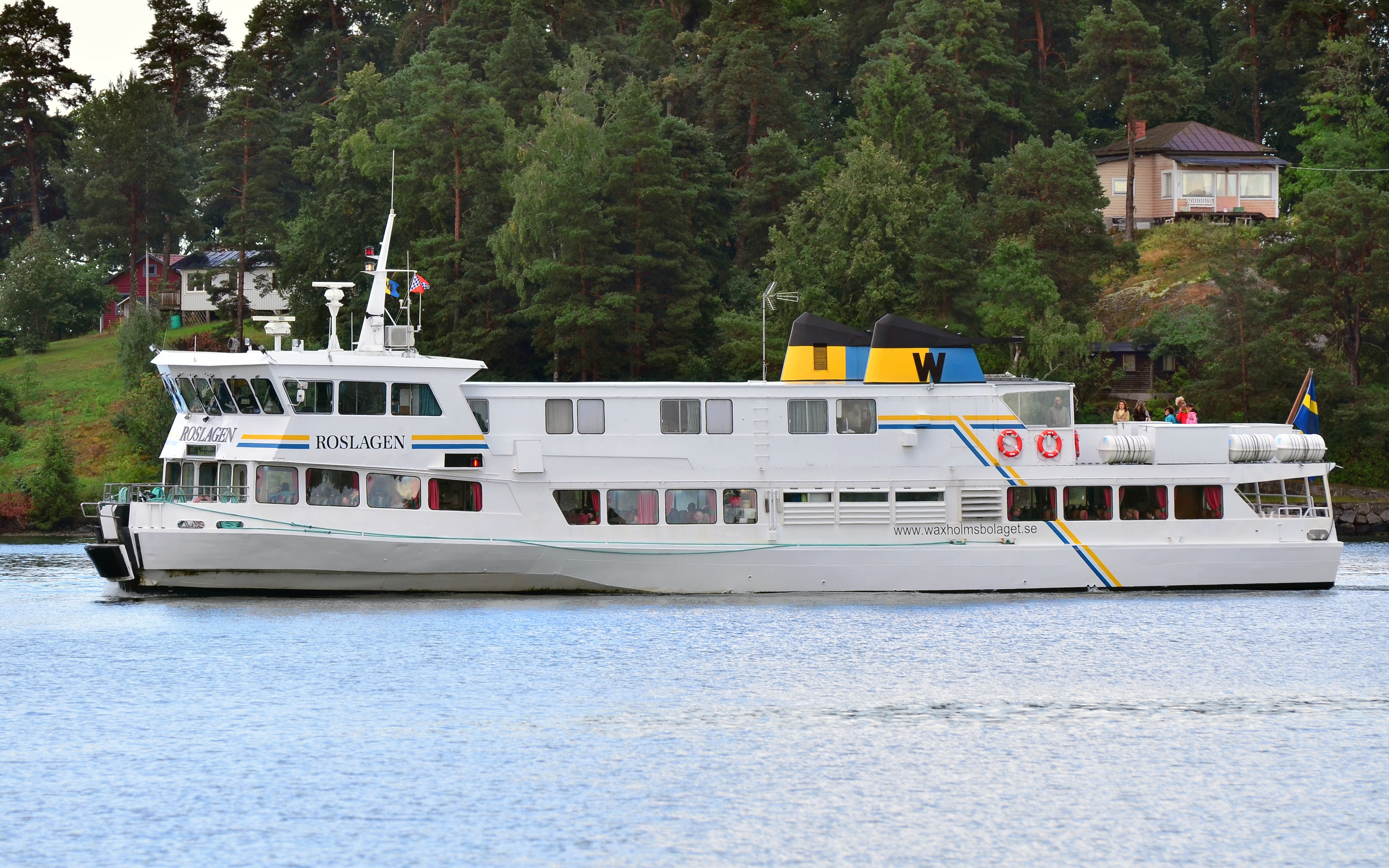
M/S Roslagen (10 augusti 2013)
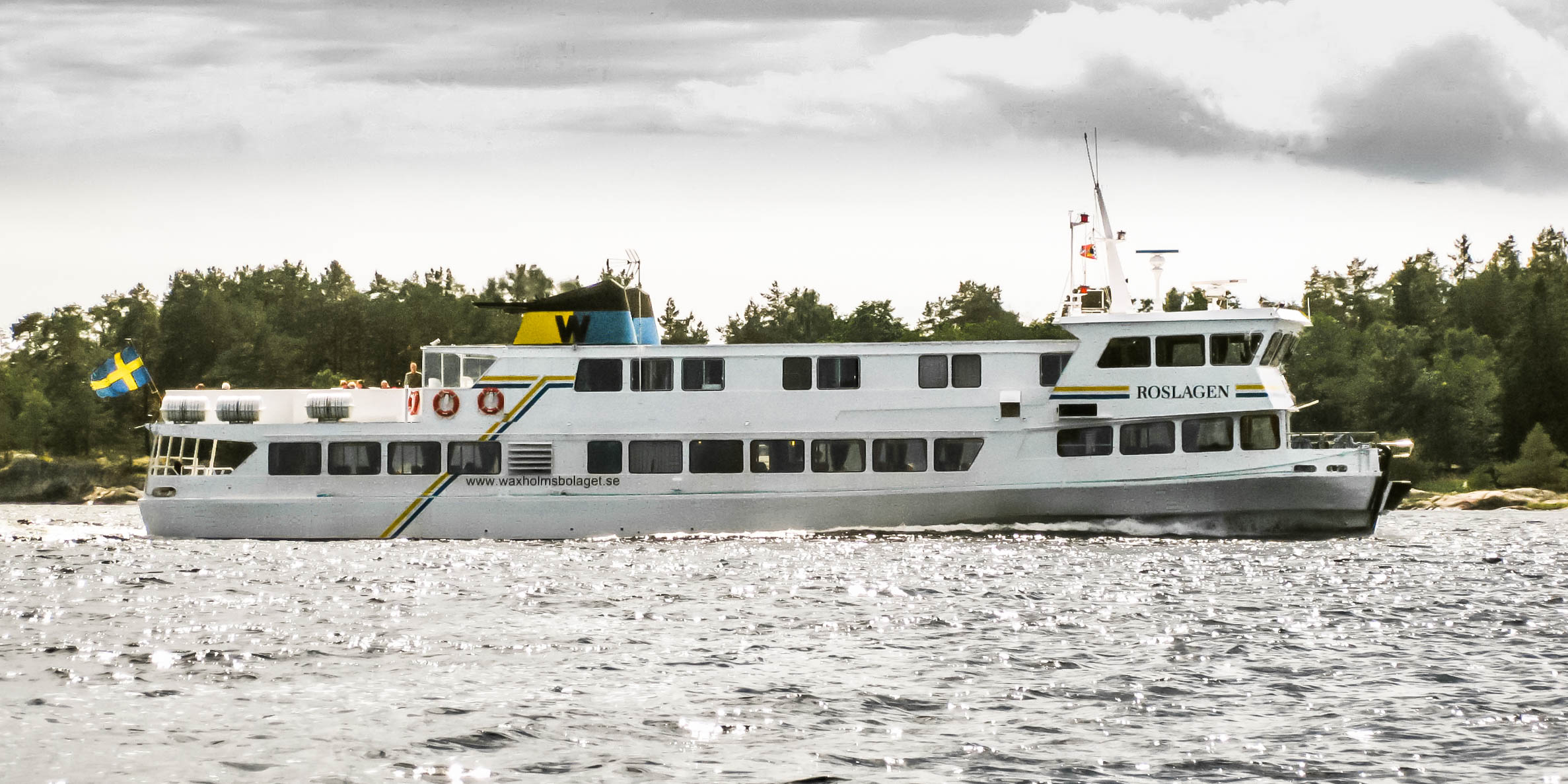
M/S Roslagen (22 juni 2011)